# Białczański Kociołek

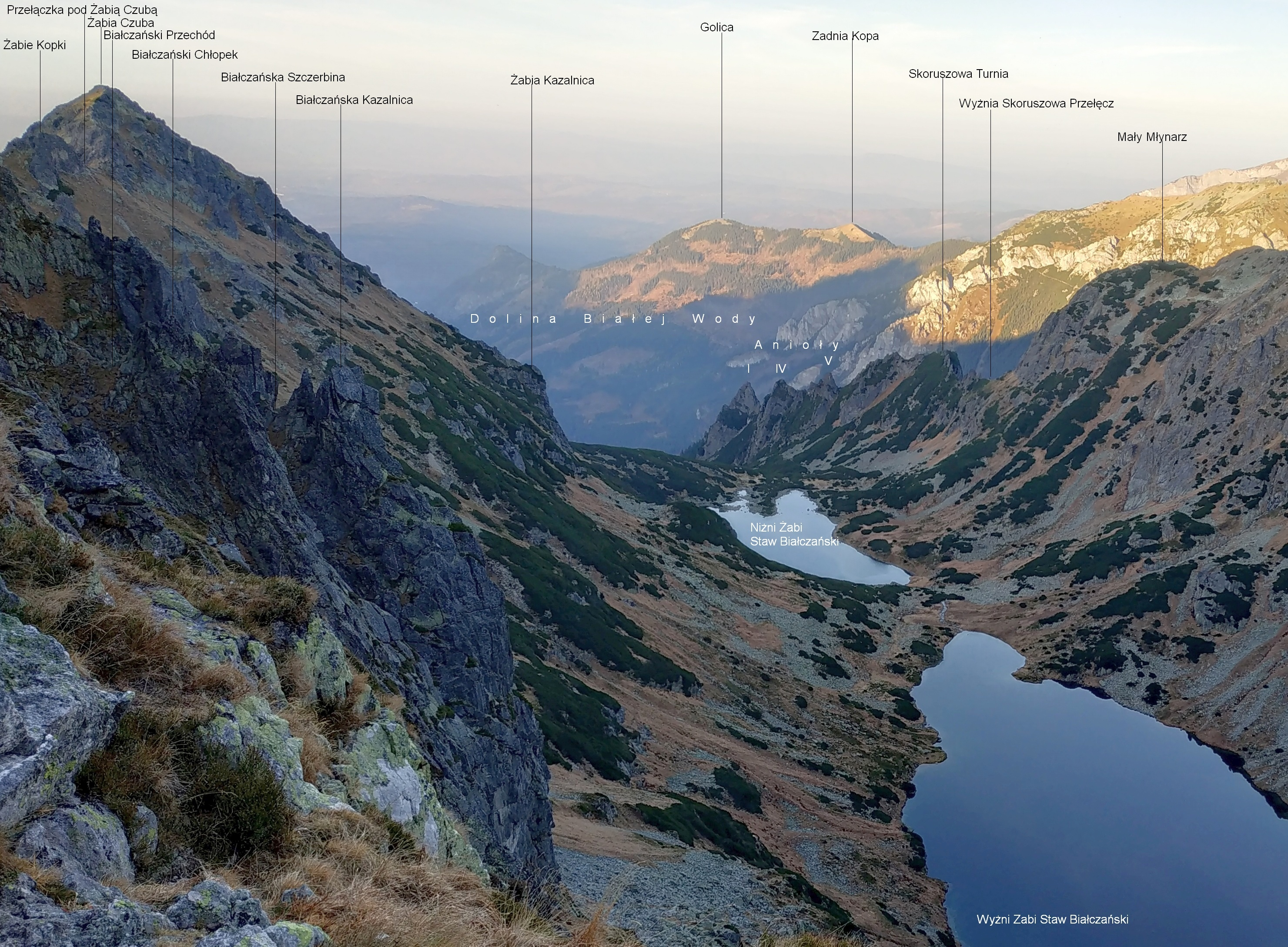

Białczański Kociołek (niem. Froschkesselchen, słow. Bielovodský kotlíček, węg. Békás-katlanocska) – skalisty kocioł w Dolinie Żabiej Białczańskiej w słowackich Tatrach Wysokich. Znajduje się u podnóży wschodniej grzędy Zadniej Białczańskiej Baszty (ok. 2105 m). Nad kociołkiem znajduje się ściana opadająca z Białczańskiej Szczerbiny (ok. 2015 m). Wcina się w nią 30-metrowej wysokości kominek. Poniżej Białczańskiego Kociołka natomiast opada potężny Komin Kurczaba. 
Przez Białczański Kociołek prowadziły taternickie drogi wspinaczkowe. Obecnie jednak cała Dolina Żabia Białczańska to zamknięty dla turystów i taterników obszar ochrony ścisłej Tatrzańskiego Parku Narodowego.
Autorem nazwy kociołka jest Władysław Cywiński.